# 塔后村 (霞浦县)
塔后村（闽东语霞浦话：tha44 xεu24 tsouŋ4:987-1003）是中华人民共和国福建省宁德市霞浦县柏洋乡下辖的一个行政村，地处太姥山脉之中，海拔约在610—620米之间，土地面积6.2平方公里，2022年总人口1,018人。塔后村前身是设立于1950年的塔后乡，得名于村址所在地在村公路边的三佛塔之后，1950年代—1980年代历经行政区划沿革，于1984年改制为塔后行政村。霞浦县境内最长的河流杯溪发源于塔后村。
塔后建村历史则可以追溯到唐朝时期，在中华人民共和国成立前，塔后村所辖区域名为上万村（霞浦话：[θioŋ44 uaŋ24 tsouŋ4] 错误：{{Lang}}：语言标签：xipu 无法识别（帮助）:987-1003），俗称盖竹山，地区的政治、文化中心均在今上万自然村，而上万村还是古代福建地区的摩尼教中心，近代的中国共产党革命老区。2009年，随着霞浦摩尼教文献的发现与大规模研究，塔后村与上万村也在此后的21世纪10年代间备受关注，塔后、上万村的摩尼教发现名列2009年度福建省十大发现，每年农历二月举行的盛大祭祀仪式被列入宁德市第三批非物质文化遗产代表性名录。

## 历史

### 古代
上万村的始建年代已无从考证，但至少在唐朝该地已经有人居住。根据当地林氏宗谱的记载，上万世居的林氏家族的祖先是林晊（延吉公，据称是唐代著名孝子林攒的后裔），于唐宪宗元和十年（815年）自莆田县八角井迁居而来。宋朝时期，上万村隶属于长溪县灵霍乡柘阳里:62-64。北宋乾德四年（966年），来自禅洋村（又称神洋村，今属柏洋乡）的摩尼教徒孙绵（系呼禄法师第四代弟子）在上万修筑龙首寺（后改称乐山堂），是福建省境内首个摩尼教（明教）宫庙。咸平六年（1003年），林晊公八世孙林瞪出生于上万村桃源境，天圣五年（1027年）入明教门，成为龙首寺第二代寺主，并以上万为中心建立起了较大规模的摩尼教体系，影响力囊括福安、福州、浙南等地，至今诸多遗迹犹存。浙江苍南嘉庆二十三年（1818年）林登翰所编写的《林氏宗谱》即奉林瞪为八世祖，曾为他修有瞪公石塔，温州的明教斋堂平阳潜光院（在今苍南县炎亭镇，记载见于元代进士陈高所写的《竹西楼记》）亦应是受乐山堂影响而建成。
元朝时期，长溪县升格为福宁州，柘阳里分为柘阳上里和柘阳下里（后称柘洋下里），同时建立都级行政区划，上万村隶属于柘阳下里、二十九都。清朝时期，福宁州升格为福宁府，并设置附郭霞浦县，上万村隶属于霞浦县二十九都。宣统三年（1911年），因县级体制变化，县下设立自治区，上万村属下西区（境域包括今柏洋乡、崇儒畲族乡、盐田畲族乡全部或部分区域）。:63-64

### 近代
中华民国成立之初，沿用前清行政区划，后称该地为上万乡。民国25年（1936年），全县分区设署，实行保甲制度，以上万乡为中心建立上万联保，为霞浦县第一区15个联保之一。同年7月，上万乡被划入准县级柘洋特种区，翌年8月重新划归霞浦县第一区。民国29年（1940年），县下行政区划再度调整，撤销联保，上万村隶属于奎洋乡（今柏洋乡大部分区域），该区划被沿用到中华人民共和国成立之初。:64-66
中国共产党在上万地区的活动最早可以追溯到1934年6月，中共霞鼎县委在上万村设立中共上万区委（书记孙阿五）和上万区苏维埃政府（主席刘阿如，后改为戴炳辉），为闽东苏区的一部分，并进行了土地革命与分田活动，但不久就被国民党军队收复，国军和当地村民在当地组织了民团和大刀會以自卫与防止共产党活动。:694
霞浦县被中国人民解放军接管后，民团被县人民政府取缔。1950年，中华人民共和国废除保甲制度，霞浦县政府在今塔后自然村所在地设立塔后乡，隶属于霞浦县第五区（又称溪西区），上万一带则成为塔后乡的一部分。1958年撤区併镇併乡，自溪西区分设柏洋乡，后实行政社合一的人民公社制度，设立柏洋公社塔后小公社。1960年，恢复县辖区建制，改称柏洋区塔后公社，1966年改称柏洋公社塔后大队。1984年，恢复乡级行政区划和行政村，称柏洋乡塔后村。:66-68

### 现代
作为坐落于闽东北地区且深受摩尼教影响的小山村，塔后村境内留存有很多文物遗迹，而文革后随着《中华人民共和国文物保护法》的出台，霞浦县开始在全县范围内排查、保护文物，在1986年，位于上万的临清桥被列入第二批霞浦县文物保护单位，而桥东侧观音阁内保存的三佛塔残块（拆毁于文革时期）也被列入保护范围中，但当时对三佛塔的宗教属性并不清楚。2008年10月，在林瞪第29代裔孙林鋆的支持与推动下，中国社会科学院世界宗教研究所的专家在霞浦县有关人员的协助下赴上万村进行学术考察，并发动当地乡贤与宗亲协助查找文物与资料。通过多方努力，学者在当地发现了诸多自宋至清跨越四代的摩尼教文物，而最为重要的发现则是由陈培生、谢道琏等法师所保存的大量请神、祭祀仪式的文献，这些文献在后来被称作“霞浦文书”或“霞浦摩尼教文献”，这次摩尼教大发现也被学者认为是摩尼教研究史上的第五次“迎来转机”的发现。
2013年和2016年，中国大陸学者又两度访问上万村，研究了林氏宗祠和观音阁中所存文物和摩尼教科仪书、明教门教主所持有的宋代“圣明净宝”和“五雷号令”印章等宝物以及兴建于北宋的乐山堂遗址等。从发现的相关资料来看，上万作为历史上霞浦摩尼教的中心，近者传播到塔后村一带与柏洋乡中心的柏洋村，至今保留有诸多林瞪祠堂，且历年都会盛大的祭祀活动；远者西至福安、南至福州、北至浙南一带，均有发现或考证出摩尼教相关遗迹、风俗与祭祀林瞪的庙宇，例如位于福州台江区义洲街道的明教文佛祖殿，1998年因宗教属性不明而被纳入道教体系并改名浦西境福寿宫，而2008年后经霞浦文书佐证，学界确认了宫内所供奉的神祇原型是上万人林瞪。

## 村情概况

### 地理与交通

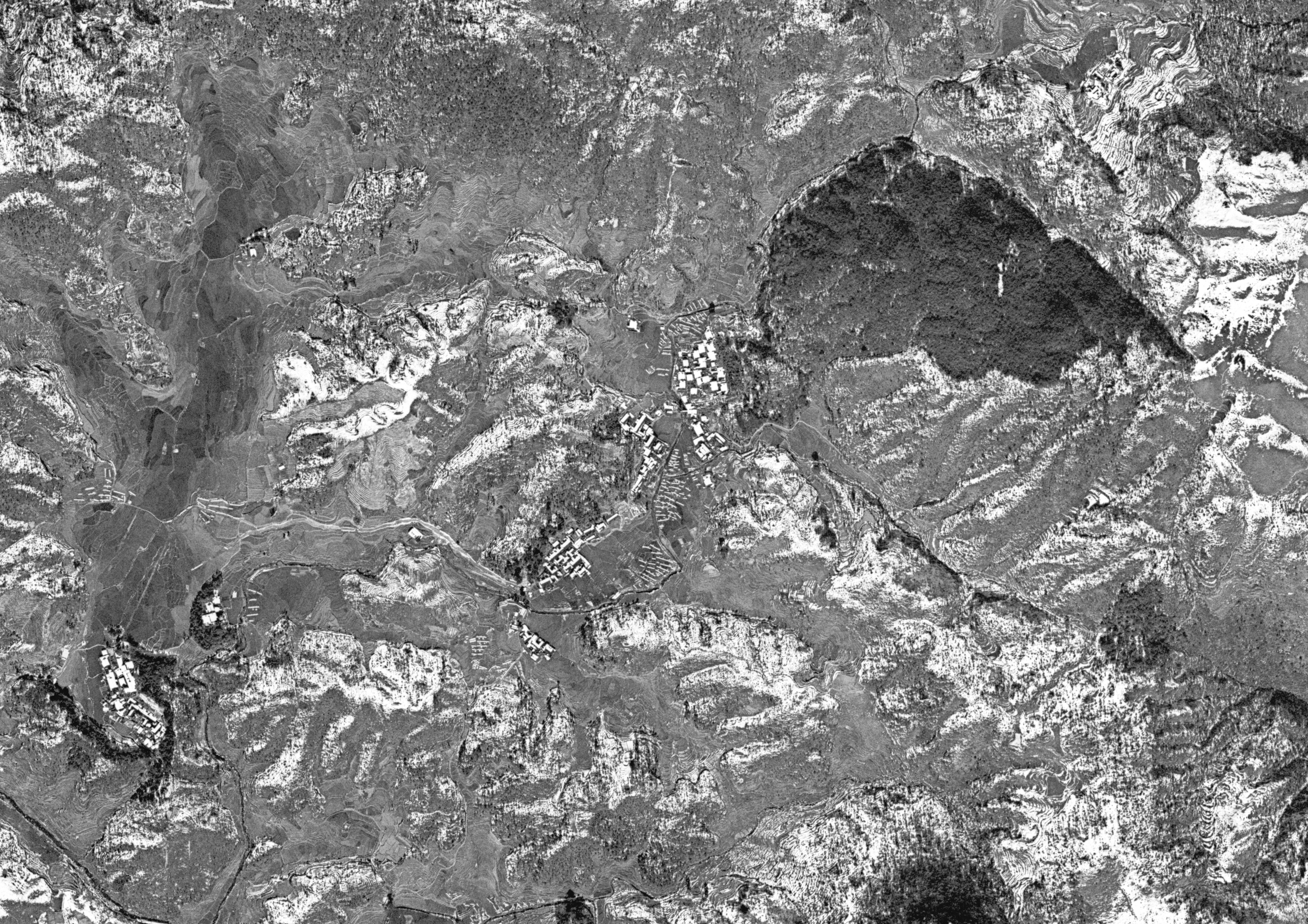
塔后村、上万村一带1975年12月的卫星影像

塔后村位于柏洋乡东北部，为山地、丘陵地貌，海拔约610—620米，土地面积6.2平方公里，水田面积1040多亩，山地面积12万多亩，其中林地面积达5千多亩，距柏洋乡政府驻地柏洋村8公里。一条东西走向公路横亘塔后、李家山村，向下连接通往柏洋乡镇区的983县道，向上汇入霞浦、柘荣交界处的201省道，塔后段有一道分叉向北的水泥路与上万自然村相连。塔后南侧群山叠嶂，北面隔山丘和溪流与柘荣县相邻，西侧通过公路与黄土丘村相连，东侧公路连接柘荣东源乡岚中村，东北侧的李家洋自然村与岚中杨家溪自然村的省道有山丘相隔，再向东与霞浦县最高峰、霞柘鼎三县交界处目海尖相望，东南则与柏洋乡洋里村相望。霞浦县境内最大的溪流杯溪发源于塔后村，最终在盐田畲族乡汇入海洋；发源于李家洋东侧山上的塔后溪则流经上万、塔后、后门洋（属黄土丘行政村）等自然村后，在黄土丘村汇入杯溪干流。

### 政治、人口与经济
第一百一十一条　城市和农村按居民居住地区设立的居民委员会或者村民委员会是基层群众性自治组织。居民委员会、村民委员会的主任、副主任和委员由居民选举。居民委员会、村民委员会同基层政权的相互关系由法律规定。
居民委员会、村民委员会设人民调解、治安保卫、公共卫生等委员会，办理本居住地区的公共事务和公益事业，调解民间纠纷，协助维护社会治安，并且向人民政府反映群众的意见、要求和提出建议。——《中华人民共和国宪法》
塔后是一个行政村，村民依照宪法选举出自治机关村民委员会，是为基层群众性自治组织，并设有人民调解、治安保卫、公共卫生等委员会。至2022年，塔后村内近300多户村民，总人口为1,018人，其中中共党员35人。现任村民委员会主任是林嘉钟，同时兼任中共塔后村支部书记。塔后村下辖13个村民小组、四个自然村，2013年时自然村有三个，分别是塔后村、上万村和李家洋村，后新增彭家山自然村。
塔后村与周边村庄作为霞浦县境内的边远村落，人口常有流动搬迁，柏洋乡内部分教学点被拆并到附近校点。根据柏洋乡的小学招生片区划分，塔后村为教学点之一，村内设有塔后小学，塔后、黄土丘两村的学生在塔后教学点就读；而当地的初中生则需赴位于董墩村的霞浦县第十一中学就读。
塔后村是典型的山区农业村，村内有茶园和太子参、毛竹、葡萄等种植区，2013年全村农业总产值达人民币1,235万元，农民人均纯收入4,845元。2021年，塔后村新开辟了150多亩的火参果种植基地，为当地带去了150万元人民币的农业产值。

## 文物古迹
塔后村境内有多处历史古迹，都具有较高的历史价值，承载了当地的文化历史，其中上万村的临清桥、三佛塔两处古建筑被列为霞浦县文物保护单位，村内亦有宋至清代的各种古建筑与遗迹，以及当代兴建的各种民间信仰建筑，具有很高的研究价值。

### 临清桥
临清桥是霞浦县境内唯一一个闽东北廊桥体系中的木制拱形廊桥，始建于明代天顺年间，1986年2月被定为第二批霞浦县文物保护单位，是当地村民物质与精神空间的重要组成部分。桥东侧有一个观音阁，神龛中供奉泗州文佛，是一位佛教俗神，历代都有信众捐赠银两修缮。阁内亦保存有三佛塔残存的32块塔片，霞浦县城的龙首山中存有与之风格相似的一些石刻，可能是外流的三佛塔残片。

### 摩尼教文物和遗迹
在中国大陸内外的学者对塔后、上万两地的数次探访调查中，发现了很多自宋代至清代的各种摩尼教文物遗迹，其中最为著名的就是塔后三佛塔，外语一般译作上万村摩尼教石雕造像（英語：Manichaean stone reliefs of Shangwan village）。三佛塔原址位于柏洋至塔后公路旁侧，文革时期被拆毁而仅余石构件，这些石构件现在被存放在临清桥东侧的观音阁中，所描绘的内容包括了摩尼教的三位神明（摩尼光佛、电光王佛、夷数和佛）和摩尼教的各类信众（依据信仰程度不同而分为“选民”与“听者”）。三佛塔随临清桥于1986年被列入霞浦县文物保护单位的保护范围。
上万村内还有一个历史意义较大的摩尼教遗迹——乐山堂。乐山堂被学界认为是福建省境内最早建造的摩尼教建筑，原名龙首宫，始建于北宋乾德四年（966年），早于南宋绍兴年间（1131年—1162年）建造的晋江草庵几十年，历代历经重修，元代改称乐山堂，文革时期被拆毁，但村民在文革末期又重新搭建了一个简易的棚式建筑并覆以木屋顶，2006年台风桑美过境后再次被摧毁，仅有百年古桧树屹立依旧。学者在赴乐山堂遗址调查时，发现了石板基址、莲花式柱座和梁架构件，部分构件的建筑风格为宋元时期所独有，而部分梁架残迹上刻有清代嘉庆年间的文字记录，足以证明乐山堂年代久远、香火延绵。距乐山堂遗址1公里处有芹前坑林瞪墓和曾经供奉林瞪两个女儿的姑婆宫遗址。

### 民间信仰与宫庙
塔后村民信仰多元，村内建有观音阁、基督教堂、走西林四头宫、土地庙、李家洋宫、白马宫、塔后宫、土地庙、西天宫、东上岭头宫等宗教建筑，常有村民参与相关的宗教活动。塔后村、上万村各有一座祠堂，有2个石墩、2个石笼和4合旗杆等历史造物以及2株老古树，均奉莆田八角井的林氏为先祖（据传为唐代著名孝子林攒之后），郡望济南郡，塔后村的林氏是上万林氏的分支，系“盖竹五房”中的长房，故拥有独立于上万的祠堂。上万祠堂中供奉有林瞪与各路神明的塑像，但塔后祠堂内仅奉有神位而没有神像，举行祭祀活动时需要到上万祠堂请神。

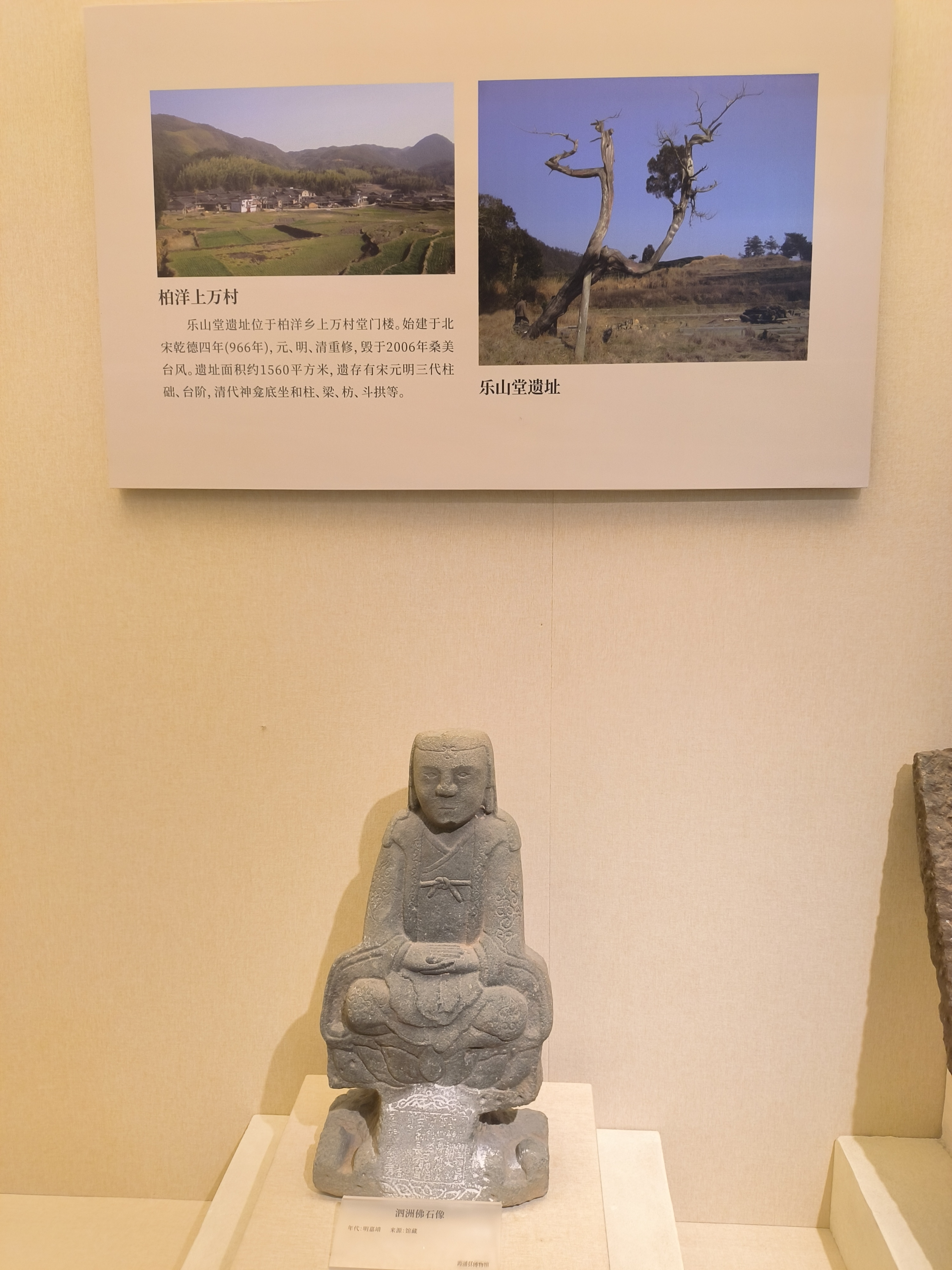
霞浦县博物馆中展出的仿制泗州文佛像和乐山堂遗址照片
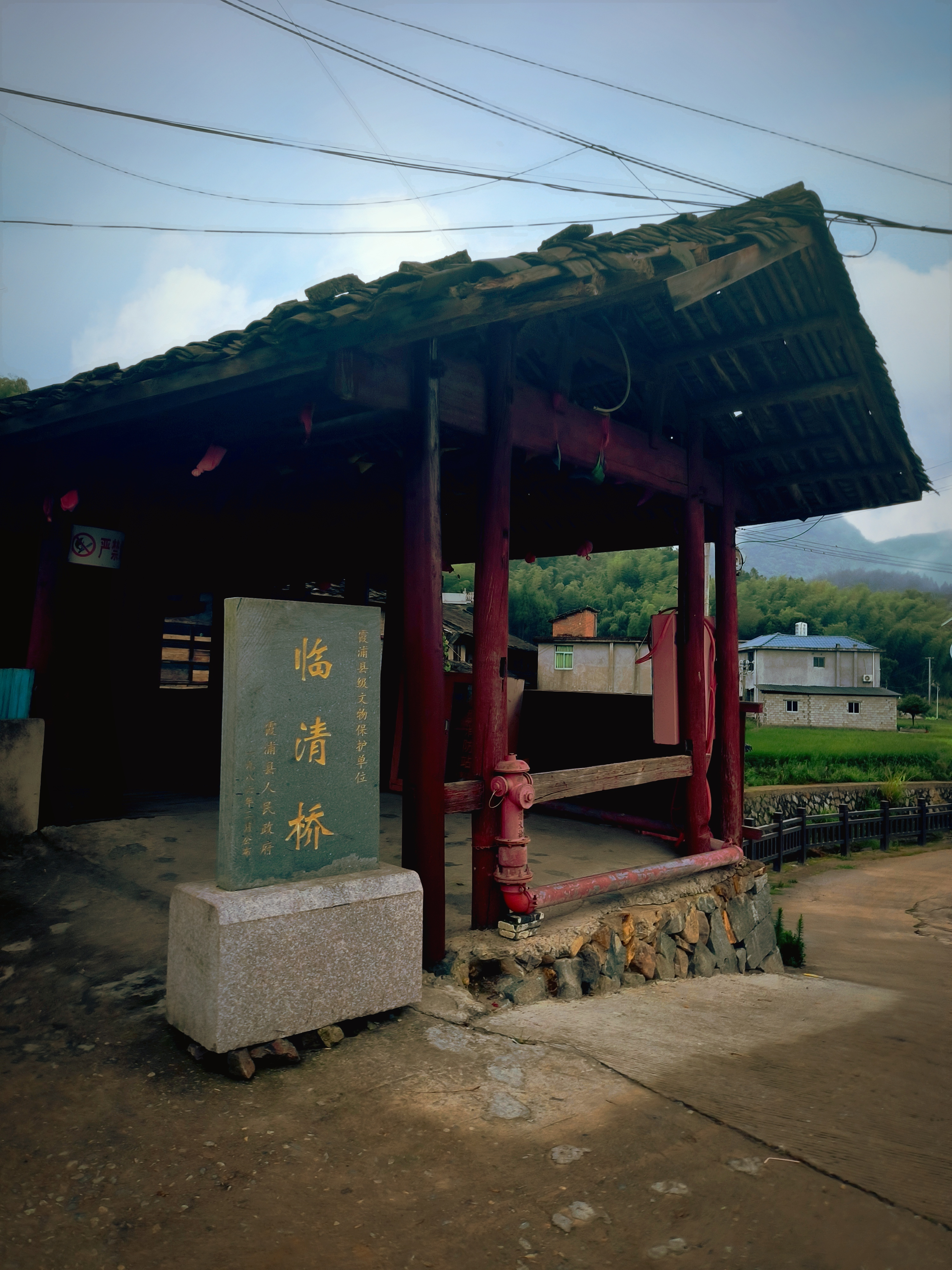
临清桥和文物保护单位碑记
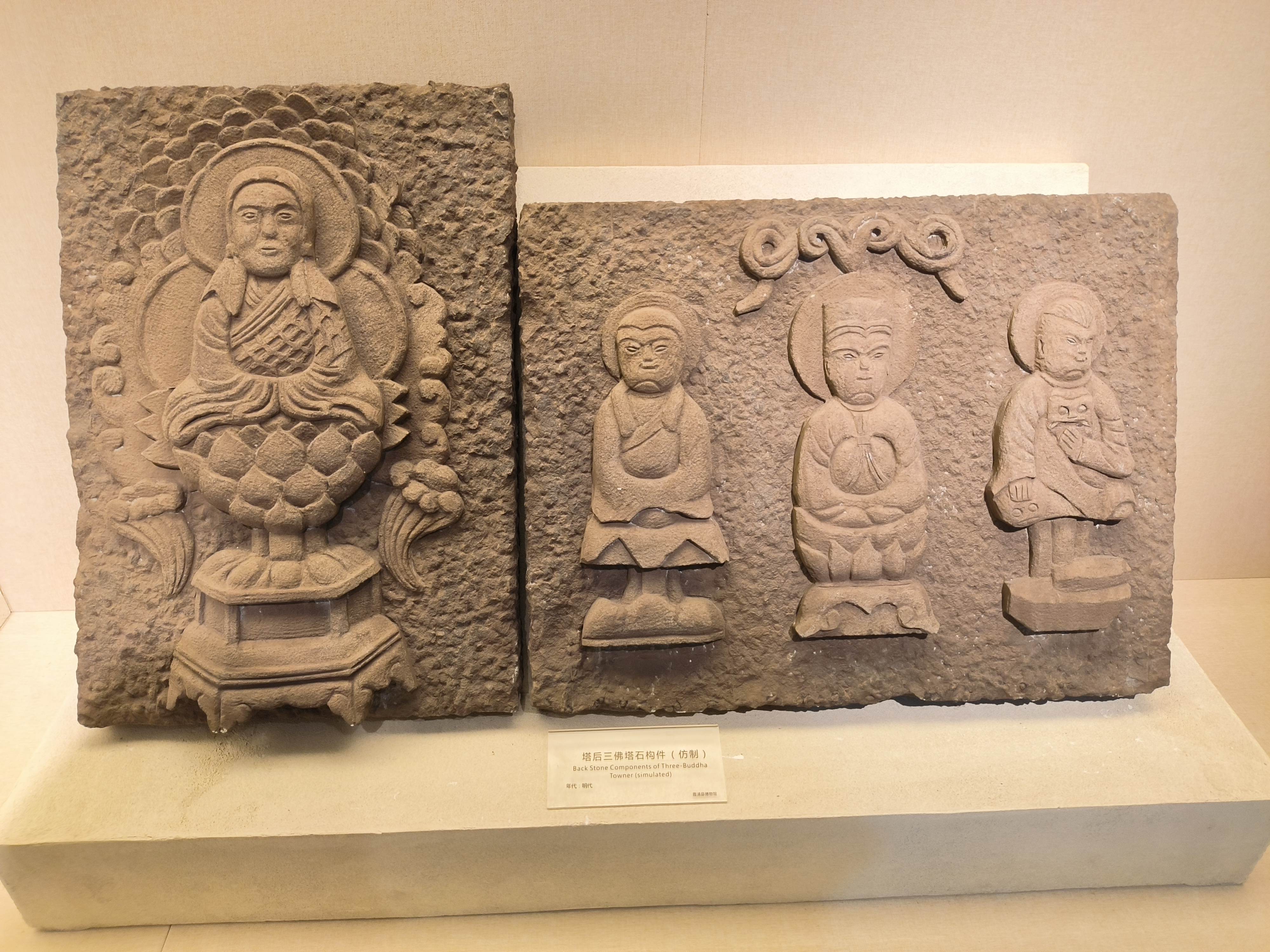
仿制的塔后三佛塔石构件，藏于霞浦县博物馆
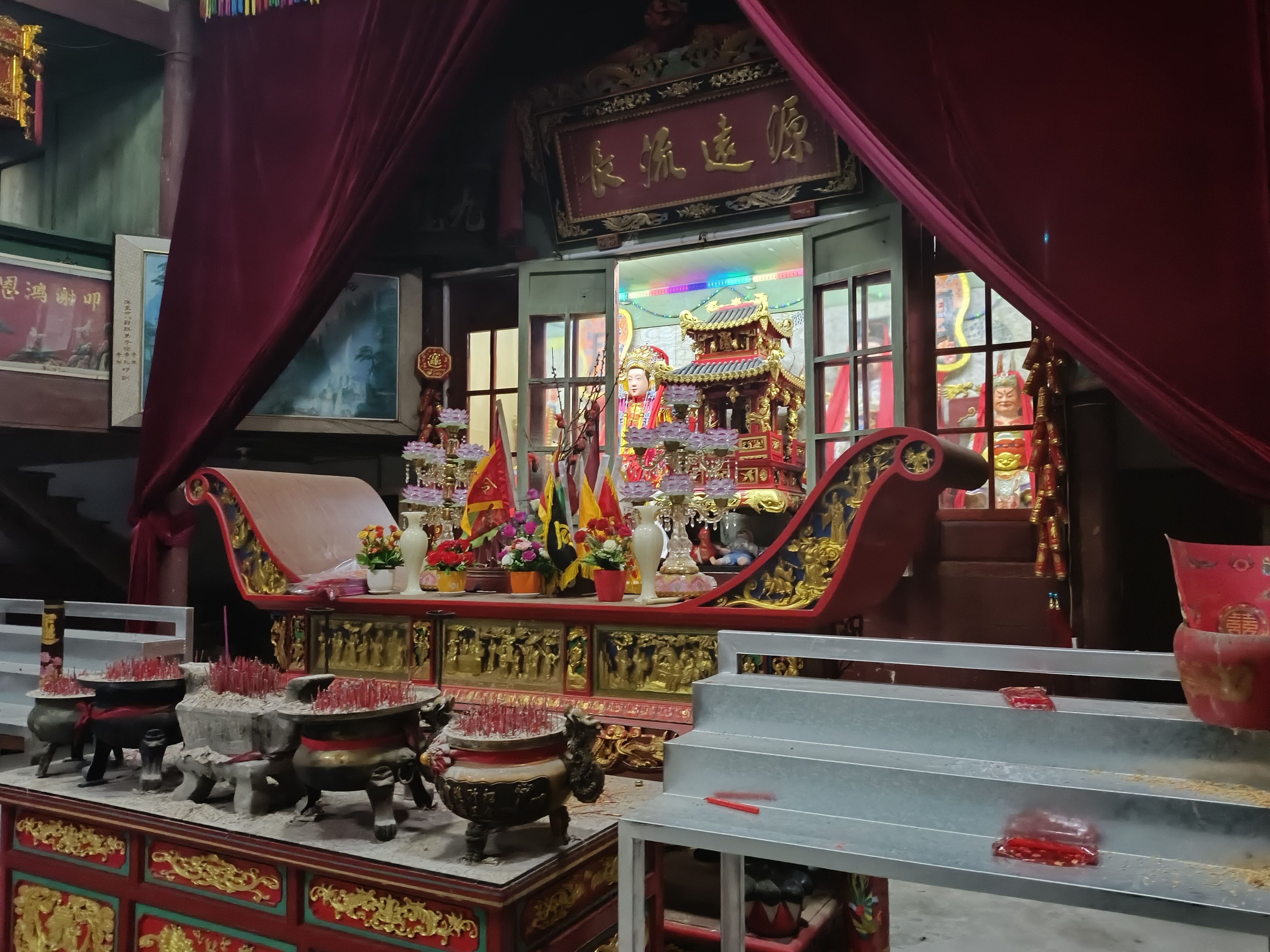
上万林氏宗祠内供奉的林瞪塑像和其他神像

## 民间信俗活动
塔后村的民间信俗活动具有浓厚的传统特征。除了信仰基督教的村民外，每年农历的二月十二日至二十一日，上万和塔后两地村民会先后举行对林瞪的盛大祭祀仪式，内容包括文艺演出、迎神活动、祈福祭祀和拜谱仪式等，许多内容都基于代代相传至今的文书与科册。这一祭祀仪式在柏洋村同样存在，内容与塔后、上万两村相差无几。2011年1月，柏洋摩尼教（明教）祭祀仪式入选宁德市第三批非物质文化遗产代表性名录，传承人为林嘉钟。
另外，在每年的农历七月十五（中元节），上万村的摩尼教信徒会集合在乐山堂举行超度亡人的仪式。这种与崇尚光明的摩尼教教义相左的超度亡灵行为也说明摩尼教在福建的传播过程中依托了道教和一些民间信仰。